# 太平南路
太平南路是位于中国江苏省南京市秦淮区的一条南北向重要街道，北到中山东路（大行宫路口），接太平北路，南到建康路，正对夫子庙的贡院西街。自北向南与之交汇的道路有：科巷、文昌巷、游府西街、户部街、常府街、白下路等。

## 历史沿革
明清时期，在今日太平南路的位置，已经形成几条街道：花牌楼、太平街、门帘桥。其中花牌楼是以明代常遇春的开平王府在此建造的华丽的西牌楼而得名，是南京城中部早期的商业街之一。1931年，这几条古老的街道被拓宽改造成新式马路，统称为太平路。白下路以南到建康路原称朱雀路，1959年与太平路合并改称太平南路。民国期间，太平路由于地处南京市中心，北通总统府，南联夫子庙，仍是南京最繁盛的街道之一。
文革期间，曾名为反帝中路、反帝南路。
2016年，秦淮区提出“太平南路复兴工程”，实施太平南路沿线环境综合整治，将其打造为民国风貌特色街区。

## 沿街建筑
- 太平南路299号，太平南路清真寺，已拆除。
- 太平南路396号，南京圣保罗堂。